# Architecture
Pour les articles homonymes, voir Architecture (homonymie).

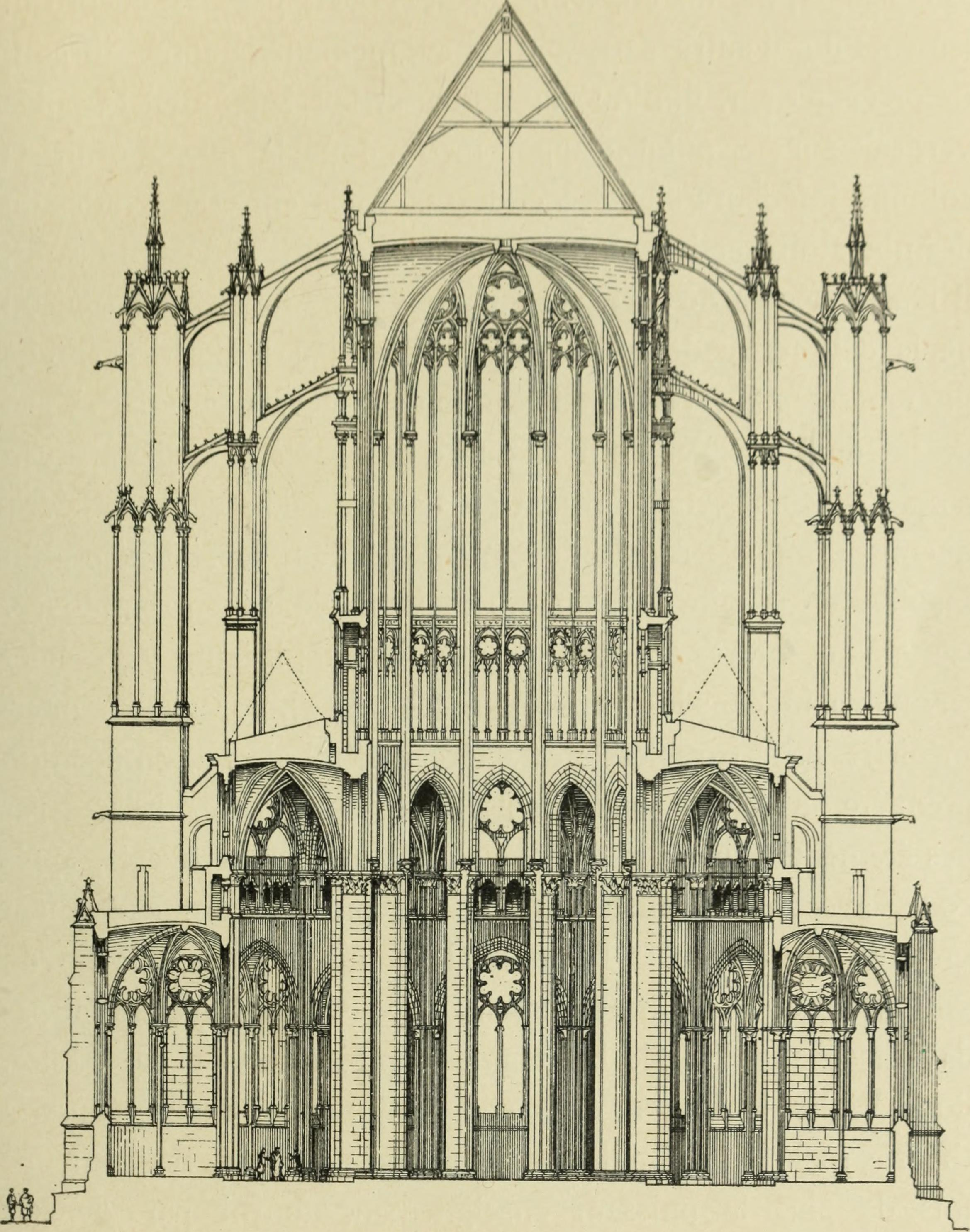
La cathédrale Saint-Pierre de Beauvais, XIII, toute en pierre de taille, est l’exemple le plus aérien et dématérialisé de l'architecture gothique qui atteint là ses limites techniques.

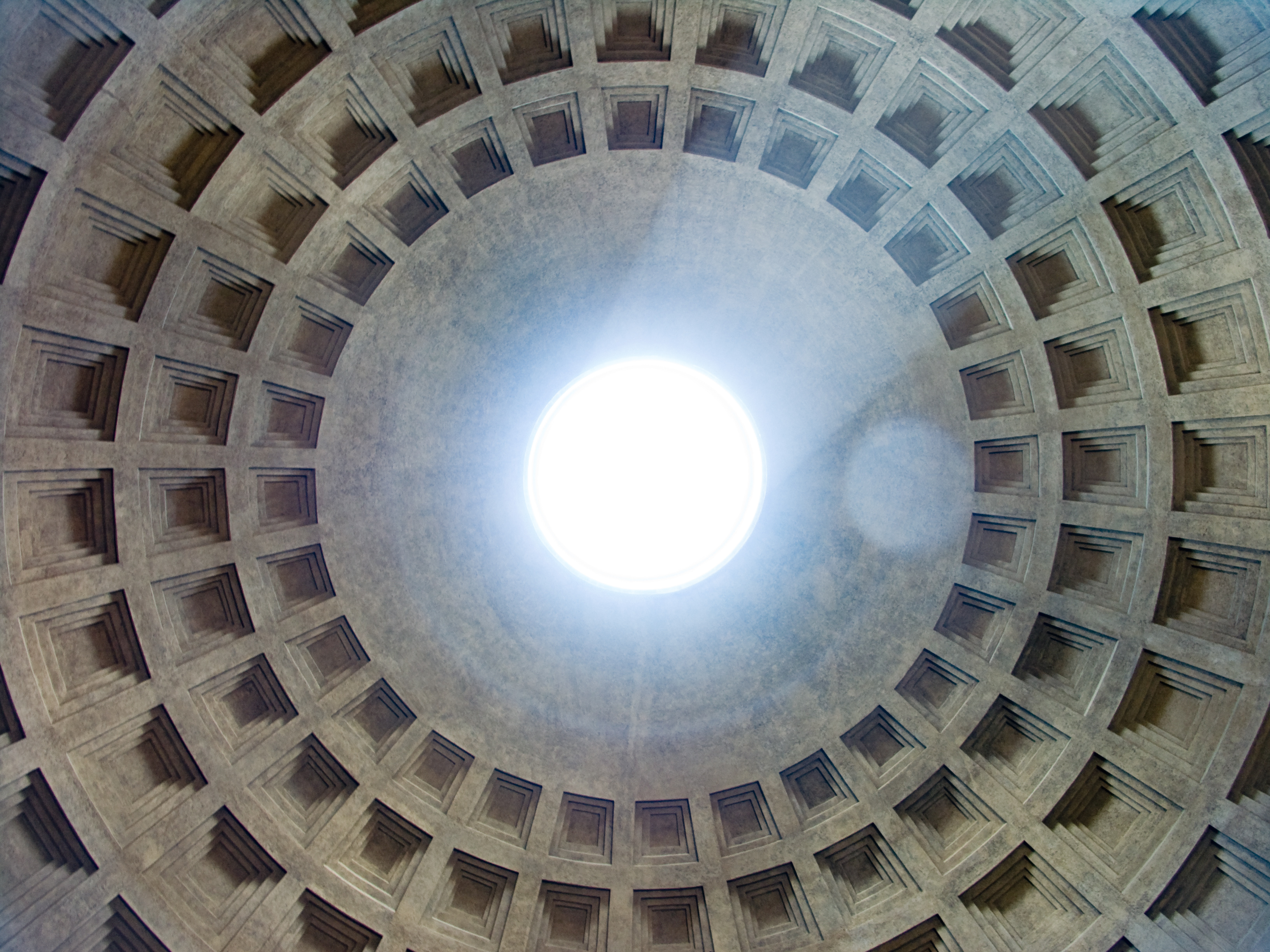
La coupole du Panthéon, construit dans l'Antiquité romaine au début du IIe siècle, est restée de loin la plus large coupole du monde durant de nombreux siècles. Elle ne sera égalée qu'au XVe siècle par le dôme de la cathédrale de Florence qui marque de ce fait le début de la Renaissance, pour n'être dépassée qu'à partir du XXe siècle par les dômes contemporains.

L'architecture est l'art majeur de concevoir des espaces et de bâtir des édifices, en respectant des règles de construction empiriques ou scientifiques, ainsi que des concepts esthétiques, classiques ou nouveaux, de forme et d'agencement d'espace, en y incluant les aspects sociaux et environnementaux liés à la fonction de l'édifice et à son intégration dans son environnement, quelle que soit cette fonction : habitable, sépulcrale, rituelle, institutionnelle, religieuse, défensive, artisanale, commerciale, scientifique, signalétique, muséale, industrielle, monumentale, décorative, paysagère, voire purement artistique.
C'est pourquoi l'architecture est définie comme « une expression de la culture ». Elle est reconnue comme le premier des arts majeurs dans la classification des arts, communément admise, du XXe siècle, des 9 arts majeurs et fait partie des beaux-arts.
L'Architecture désigne également l'ensemble des connaissances et des techniques de cet art de concevoir et de construire des structures complexes, englobant les édifices terrestres, les espaces et les paysages modifiés par l'homme répondant à des critères architecturaux, les artefacts habitables naviguant sur l'eau et sous l'eau (architecture navale) et dans l'espace (architecture spatiale), que l'humanité a pu imaginer et réaliser au fil des millénaires.
L'architecture intègre le domaine de la planification spatiale et met en pratique les méthodes de la planification au service de l'aménagement du territoire et de l'urbanisme. On distingue différentes échelles de la planification spatiale :
- le territoire national : l'aménagement du territoire ;
- la région, le massif ou une bande littorale : la planification régionale ;
- le quartier, la ville, jusqu'à l'agglomération : l'urbanisme ;
- l'îlot ou un groupe de bâtiments dont la composition n'atteint pas la superficie du quartier : la composition urbaine ;
- le bâtiment : l'architecture.

C'est ainsi que dans le cadre des études d'aménagement et urbanisme, on retrouve l'architecte le plus souvent autour des réflexions de la composition urbaine via la pratique de la conception urbaine.

## Architecture

### Définition de l'architecture

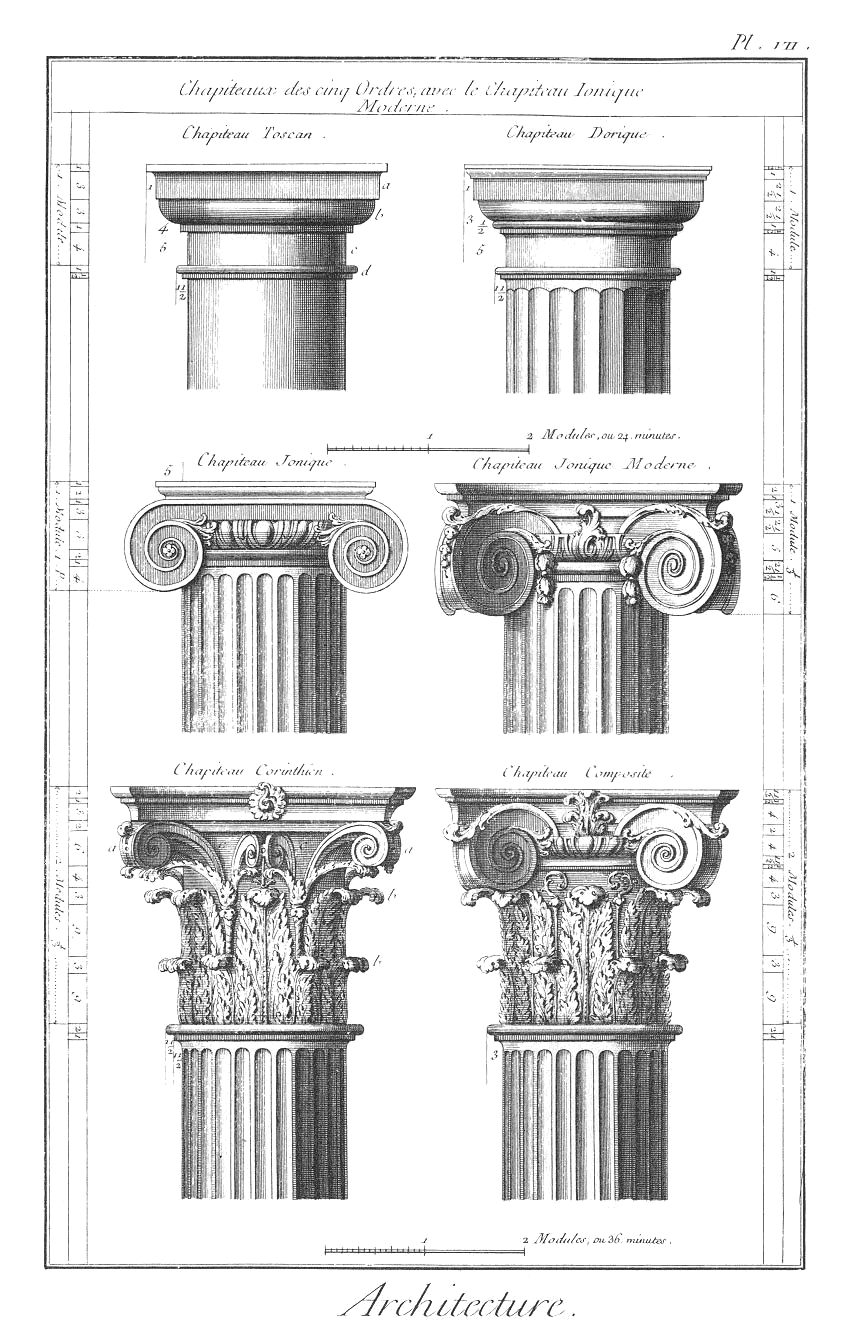
Ordre des chapiteaux, Encyclopédie.

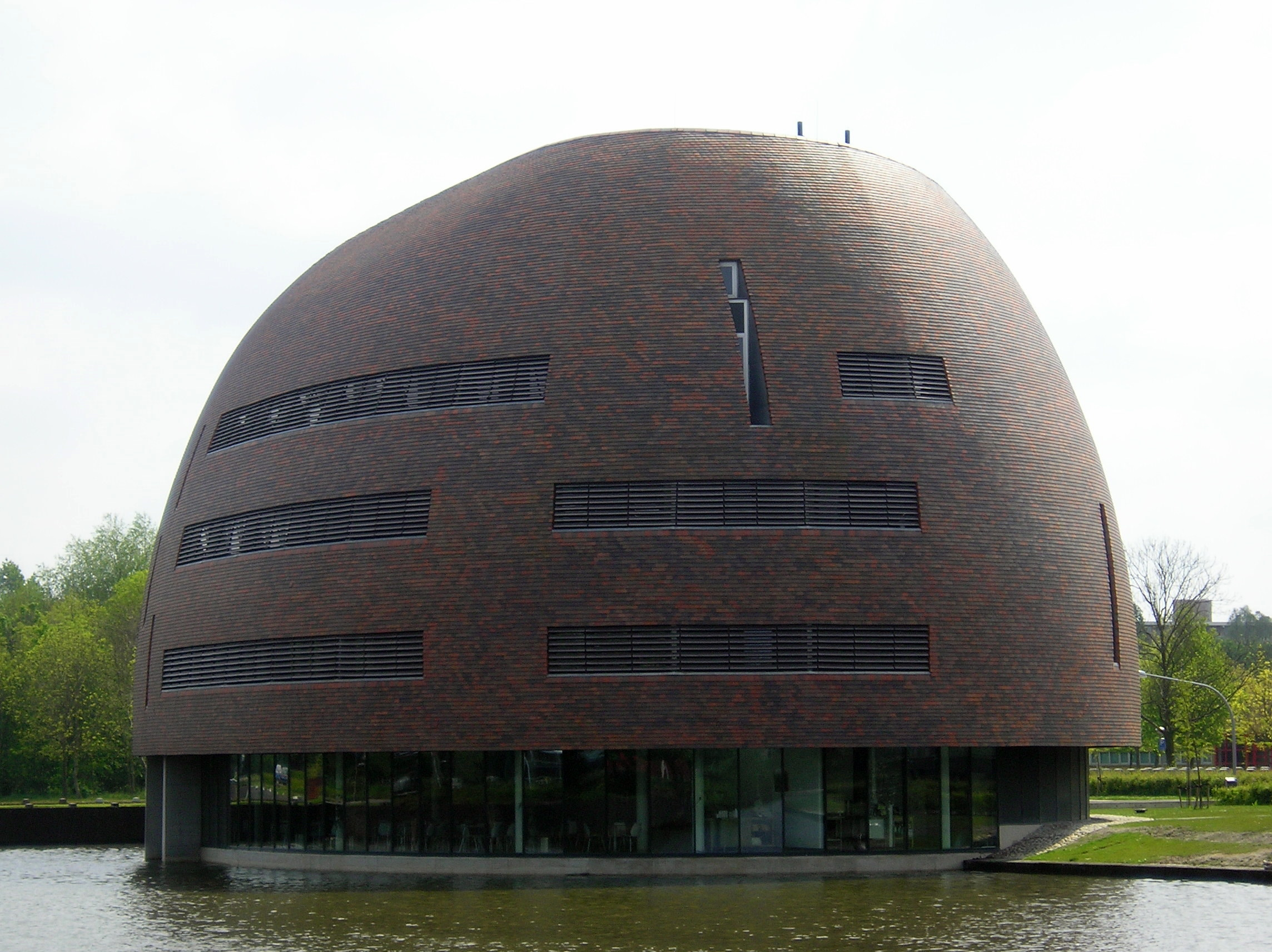
Le Donald Smits Centrum voor Informatie Technologie (CIT) de l'université de Groningue (Pays-Bas). Bâtiment d'architecture contemporaine, il a été édifié en 2002.

On voit dans les Dix livres de l'architecture de Vitruve que l'architecture comprend l'édification de toutes les sortes de bâtiments civils ou religieux, les ponts, les aqueducs, les ports, ainsi que les villes.
Le terme architecture (en latin architectura), est issu du grec ἀρχιτέκτων / arkhitéktôn, de ἀρχός / arkhós, « maître » et τέκτων / téktôn, « ouvrier, charpentier ») ; l'architecture désigne donc la notion de commander aux ouvriers; et l'architecte, celui qui les commande (avec ou sans dessins établis).
Dès le Moyen Âge, différentiés des dessins d'architecture, les dessins de construction sont qualifiés de technique.
À partir du XVIe siècle, les architectes spécialisés dans la conception des bâtiments, des fortifications et des machines pour la guerre ont pris le nom d'ingénieurs.
Au XIXe siècle, certains architectes occidentaux, par exemple Eugène Viollet-le-Duc, s'attachent fortement à l'aspect constructif. Ils se concentrent en particulier sur les charpentes métalliques et participent au développement de la mécanique statique. Le terme architecture peut alors avoir une étymologie sémantique basée sur le grec Techné, la force, la structure, la charpente.
À partir du XXe siècle, en Occident, dont les conceptions de production d'objet sont alors devenues globalement techniques et productives, il est possible de définir l'architecture comme l'art de diriger la construction, de concevoir les structures, de donner finalement une apparence avec des matériaux. L’« art de bâtir » s'ajoute à la simple construction des édifices.
Dans certaines autres parties du monde, on peut formuler que cet « art de bâtir » comporte toujours une ritualisation, qui a existé dans le passé en Occident, distinguant l'architecture de la construction simple.

### Applications de l'architecture

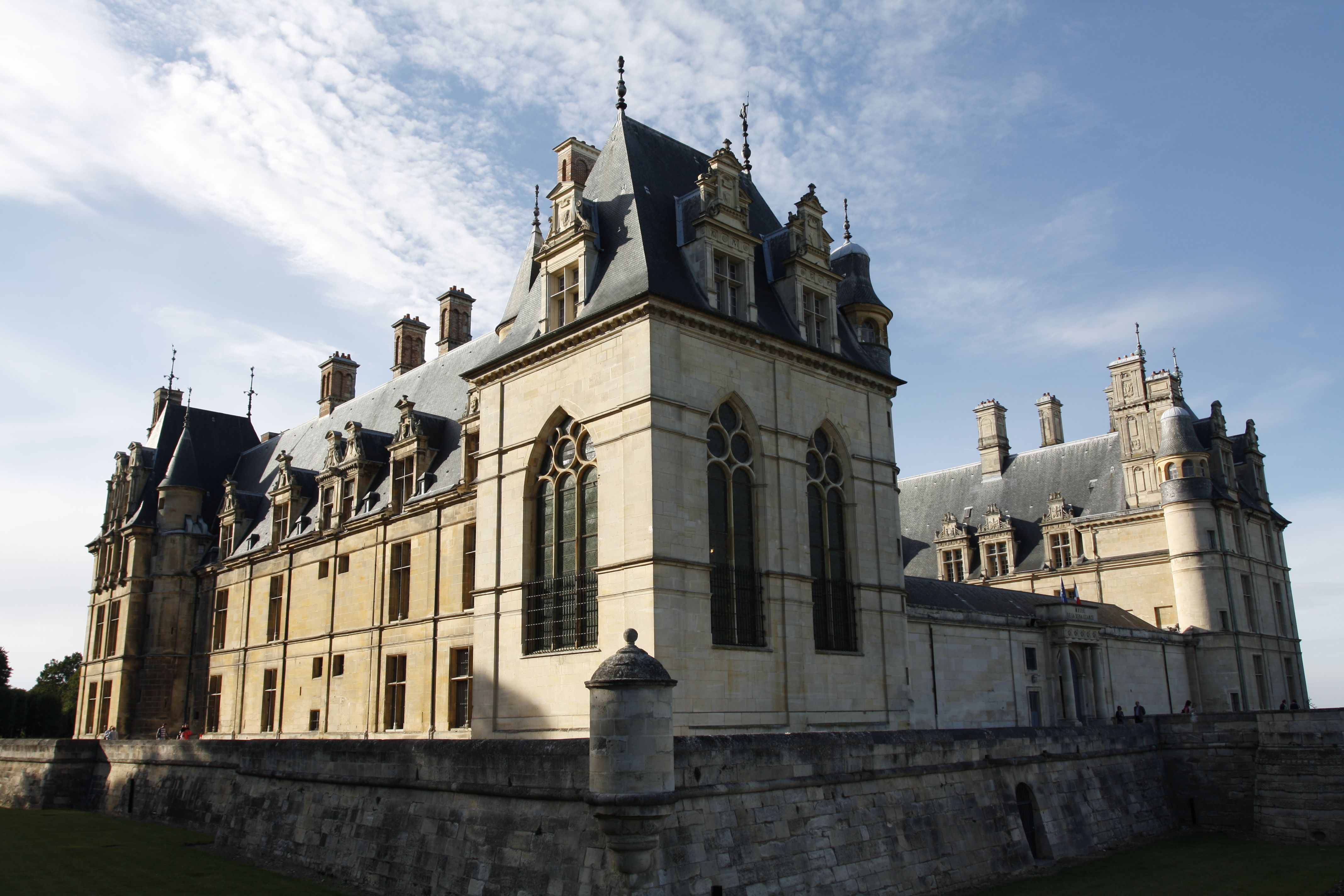
Château d'Écouen en France.

L'architecture s'occupe des bâtiments, des espaces publics, des villes et villages, des paysages, mais aussi d'ouvrages d'art, de navires (architecture navale).
Étant donné l'ampleur de ses applications et la volonté d'expression mise sur la construction d'édifices, l'architecture dans toute son histoire est une activité plus proche des arts et métiers qu'une activité scientifique rigoureuse qu'elle est plus ou moins devenue. L'architecture fait d'abord appel à des savoirs organisés en un ensemble qui lui est particulier par son application à la construction tels que la composition, la géométrie, la morphologie, l'ornementation, l'harmonie (à base religieuse ou non), en même temps que le métré, la statique et le droit de manière habituelle pour la construction d'édifices. L'architecture va puiser d'abord dans les savoir-faire des différents beaux-arts et des différents métiers du bâtiment. Mais l'architecture va aussi puiser dans les ressources de différentes disciplines scientifiques : la géologie, la résistance des matériaux ainsi que dans les différentes sciences humaines comme l'anthropologie, la sociologie, la psychologie (ergonomie), l'écologie ou la géographie. L'architecture se formalise aussi en puisant dans l'Histoire.
L'architecture se différencie de la construction en ce que l'architecture apporte une dimension particulière de réflexion et de planification de la part du concepteur, lorsqu'il envisage l'ensemble du cycle de vie d'une construction. Cette réflexion est à la fois esthétique, sociale, environnementale et philosophique.
L'architecture naît de besoins fonctionnels tels que habiter, traverser un fleuve, travailler, se soigner, faire du sport, se divertir. Des réponses formelles spécifiques sont apportés à ces besoins concernant l’organisation, la structure, la technique de construction, tout en répondant à des objectifs notamment esthétiques et sociaux. L'architecture naît de besoins de représentation des idéaux et de la mémorisation des faits passés.
La corrélation entre la variété des besoins, la variété des réponses possibles, et la variété des sensibilités esthétiques donne une infinité d’architectures différentes et de nombreuses interprétations par des architectes. On peut néanmoins les regrouper par périodes, par courants de styles (formels ou bien éthériques), par type de structure, par type de technique, par fonctions (voir « Le Patrimoine architectural » ci-après).
On utilise l'architecture aussi bien pour la création que pour la restauration ou la transformation (rénovation) des édifices. Il s'agit parfois simplement d'une action d'ornementation du bâti, sans autre opération. Et pour des constructions anciennes, il peut s'agir de réornementation avec retour à l'aspect initial ou à l'inverse d'ajout de différences qui les modernise. Dans certains cas cela concerne la mise en ensemble des édifices, par exemple la constitution de cité. Depuis l'Antiquité, l'objet sur lequel se pose l'acte architectural est quelquefois la ville même prise dans son entier, l'agglomération de constructions, lorsque par exemple il s'agit d'une ville nouvelle aussi bien antique que contemporaine. L'histoire de l'urbanisme est totalement liée à l'histoire de l'architecture, histoires existant déjà avant la fondation de l'Égypte au IVe millénaire av. J.-C. avant l'âge des métaux. La caractérisation formelle des édifices fait partie des contraintes d'urbanisme, dont le domaine d'application est la ville et les territoires associés et pour ces domaines les données sociales et politiques ont une importance certaine.

### Constitution de l'architecture sur l'édifice

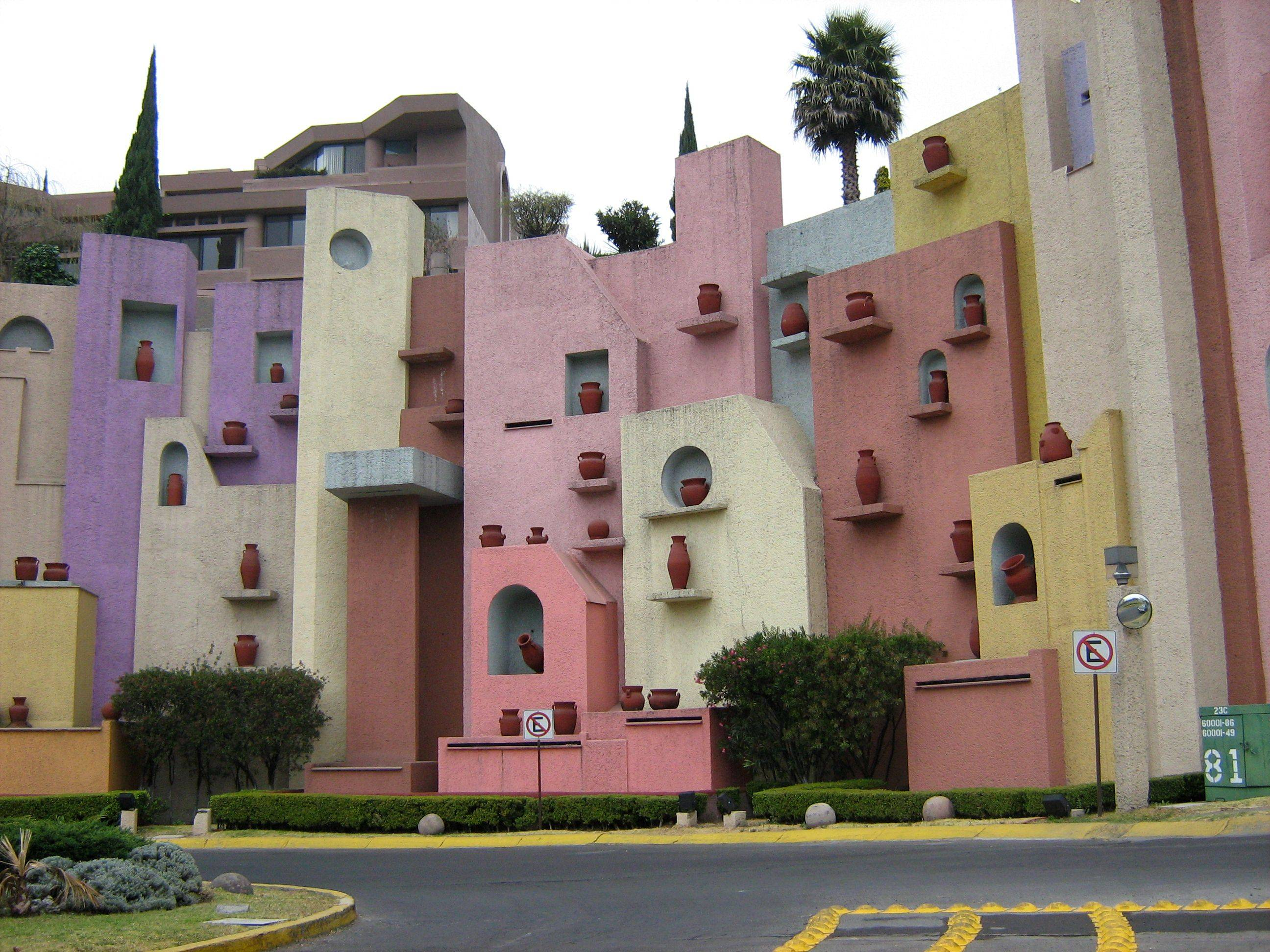
Architecture mexicaine moderne.

L'architecture est nécessaire pour produire des marques dans la mémoire des peuples organisés sédentaires dans la quasi-totalité des sociétés existantes. La prise de position solennelle concernant les lieux remarquables est faite par ce moyen. L'architecture traduit pour les lieux de rassemblement leur nature et leur fonction sociale pour le public.
Il s’agit par l'architecture dans un ordre de priorité qui dépend de l'époque considérée :
- de montrer la puissance de la « Nature » et composer avec elle[note 2] et avec l'écoulement du temps et ses énergies[note 3],
- d'exprimer le pouvoir sécuritaire ou la puissance individuelle avec l'autorité,
- d'afficher le niveau hiérarchique des tenants dans la société (classe sociale),
- de manifester la fonction de l'édifice dans l'organisation de la société,
- de fournir et caractériser des lieux différents du monde ordinaire (religion et spiritualité, spectacle).

Des choses matérielles et immatérielles sont mises en accord convenable par la disposition des éléments. L'Harmonie correspond à la civilisation et l'époque considérée. L'architecture produit des codes à lire dans l'espace aménagé. Ces codes des formes et des matières traduisent le cosmos tel qu'il est appréhendé. Par exemple l'« architecture de ruine » apparue au XIXe siècle est une construction neuve réinscrivant temps et culture.
Dans l’aire occidentale moderne, l'architecture intervient à de nombreuses échelles depuis la conception et la réalisation d'éléments constituant les membres de corps de bâtiments, jusqu'à celle de villes entières conçues comme un tout. L'architecture est ressentie comme un moyen de traduire l'espace entourant le corps humain par la philosophie associée à la psychologie de la sphère intime, de la sphère privée, de la sphère publique qui se définissent selon la société. Cette modélisation des espaces contient en facteurs les importances différentes données par l'individu à la conscience de soi et à la conscience de l'extérieur. L'espace contenant est détaillé graduellement en pièces, en locaux pour l'abri de l'individu, de la famille ; puis en espace public commun ; et enfin en espace « naturel ».
L'activité de l'architecte selon sa motivation personnelle est censée produire de l'architecture lors de la commande de structure collective (État…) ou d'individu. À partir des formes de constructions funéraires ancestrales, l'activité s'est centrée sur celle des formes habitées. Elles sont devenues « classiques » depuis le Moyen Âge : il s'agit de maisons d'habitat, écoles, hôpitaux, en plus des tribunaux, lieux de culte (églises temples…), ateliers, « mairies »… Se sont ajoutés depuis le Néolithique au fur et à mesure du temps au patrimoine des éléments venant de la modernisation de l'activité humaine et de l'organisation de la société où le côté pratique se mêle au côté rituel devenu aspect culturel. Il s'agit des éléments respectant les besoins militaires avec rassemblement (places, forts et châteaux), de besoins structurels de réseaux de transport (ponts, ports, gares ferroviaires, aéroports) et de commerce (boutiques antiques, halles, hypermarchés), besoins d'espace de rassemblement et de loisir (théâtres, stades, gymnases, piscines, patinoires, résidences balnéaires et de montagne) et parfois de besoins exprimés pour la production pré-industrielle et industrielle (manufactures usines construites selon certains modes de gestion des ressources humaines, mode de gestion de l'image publicitaire). Après la Renaissance, le projet architectural à l'occidentale aboutissant à l'Architecture exprimée sur l'édifice d'habitat ou autre prend une formulation technique de la procédure de conception définissant la présence d'Architecture. Ce qui est voulu est d'établir-procurer des sensations chez l'observateur. Dans l'histoire de la construction en Occident, la construction sans formulation architecturale est passée de la majeure partie des bâtiments à son inverse : une formulation architecturale de la majeure partie de la construction d'édifice. La formulation architecturale de l'édifice pour l'aspect et l'organisation des volumes a été associée avec la formulation de l'aspect et l'organisation des terrasses pentes et circulations de la parcelle de terrain qui reçoit l'édifice.

### Patrimoine architectural

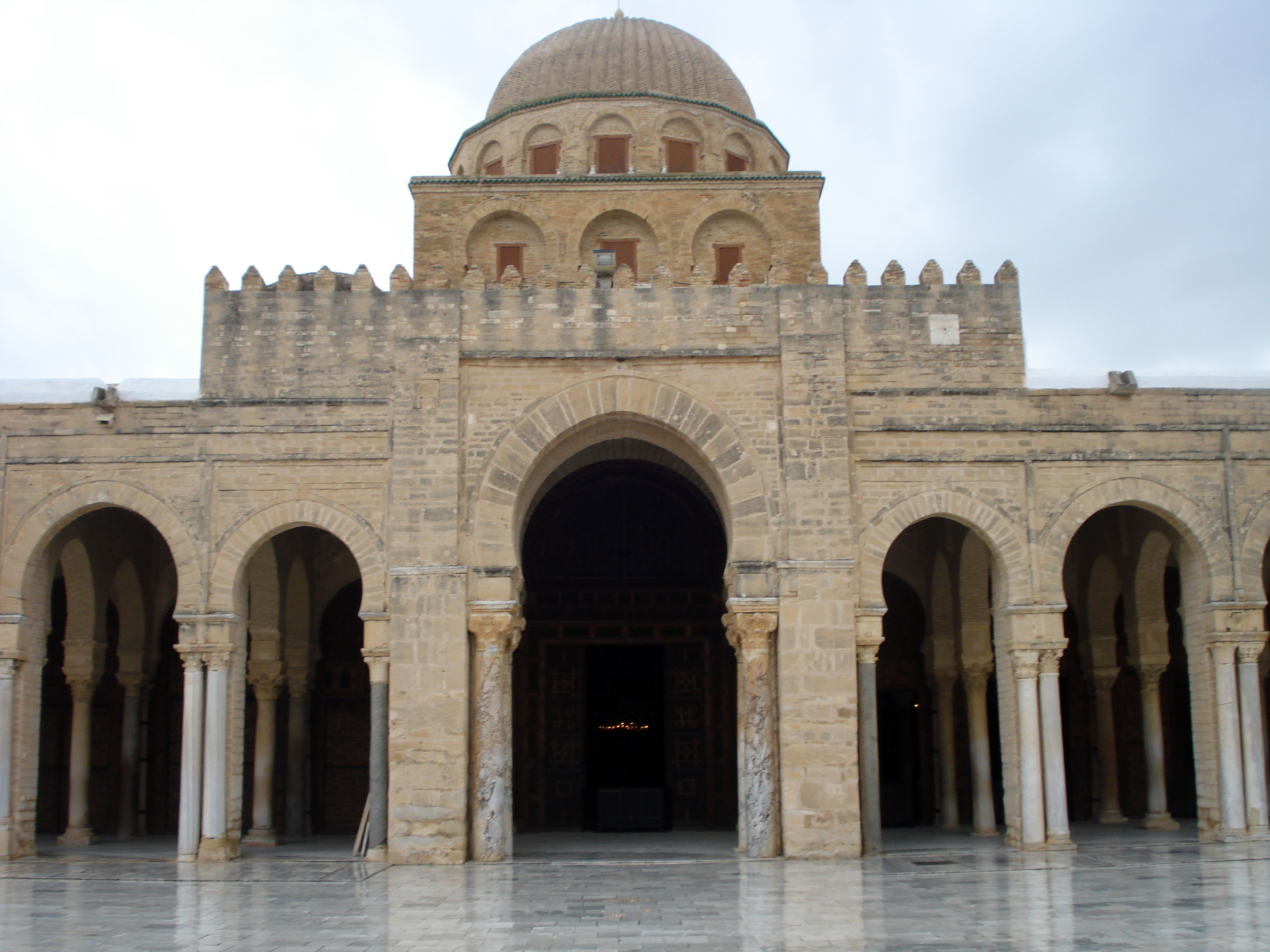
La grande mosquée de Kairouan (Tunisie) est la plus ancienne mosquée d'Afrique du Nord. Son aspect actuel date du IXe siècle.

L’architecture désigne le corpus de tous les édifices construits, c'est-à-dire leur classification et leur étude, qu'ils aient été conçus par des constructeurs affichant une intention esthétique ou non.
Le terme « architecture » suivi d'un qualificatif permet aussi de spécifier un ensemble générique du patrimoine bâti. Cette classification permet une identification de l'objet bâti. La possibilité est que l'édifice comporte une volonté d'acte architectural. Mais aussi il peut y avoir une absence de déclaration qu'il s'agit d'acte architectural, et que c'est de l'architecture par le fait (voir architecture vernaculaire).
Le terme « architecture » permet ainsi de spécifier, pour l'objet créé par l'acte de bâtir, l’ensemble des caractéristiques telles que la forme et la symbolique ou les propriétés d’usage. Pour cette classification, on ajoute en général un qualificatif distinctif de la mise en ensemble par style, par usage, par époque, par matière (exemples : architecture militaire, architecture chrétienne, architecture romane, architecture bois).
Mais on utilise aussi techniquement des noms qui sont plus spécialisés et moins parlants : exemples « Bauhaus », « Roccoco », « École de Chicago ». Ces noms n'ont par ailleurs pas un sens universel : ainsi si l'époque baroque correspond à l'architecture baroque dans l'Europe partie Est, elle ne correspond pas à l'architecture baroque en France mais à l'architecture classique (les guerres de religion n'ayant en France pas permis un développement de l'architecture autre que celle des grands personnages du pouvoir établis en conflit religieux).
Les méthodes originelles utilisées pour bâtir les édifices ainsi catégorisés a posteriori ne posent pas fondamentalement la différence entre les multiples styles.

## Histoire et styles de l'architecture

### Préhistoire
Il existe des maisons et des villages en bois dont les restes n'ont subsisté qu'en milieux aqueux, lac, mer ou rivière. Les plus anciens connus sont postérieurs au Paléolithique. Un site de la fin du Néolithique a été bien étudié à Charavines sur le bord du lac de Paladru en Isère.
La construction existe depuis l'âge de la pierre, elle est le support de l'architecture. Cet art est un des rares regroupements d'autres arts, dont les arts qui lui sont antérieurs, la chasse, la guerre, la peinture, qui la servent pour établir sa symbolique où le feu a une place notable.
- La symbolique « du dedans » opposée à celle « du dehors ».
- La symbolique de la « voûte ».
- La symbolique de « la mort de l'individu ».
- La symbolique du « ciel ».

Le monolithisme de la structure initiale qu'est la grotte devient symbolique.
Les tout premiers édifices porteurs d'architecture sont outre les grottes aménagées, les tumulus. Ce qui concerne à la fois les populations nomades et les populations sédentarisées. Et partie de la construction de ces tombes, une partie de l'architecture religieuse s'établit en utilisant l’élévation vers le ciel pour la construction, une autre partie s'établit en creusant la terre.
La différenciation des constructions nécessaires à l'organisation sociale des sédentaires fait naître l'architecture par les édifices spécialisés restant dépendants du climat local et des ressources disponibles. Les arts de la peinture et de la sculpture qui sont antérieurs à l'art de construire-architecture lui sont intégrés. L'aspect conventionnel apparaît localement avec le temps et s'ébauche dès lors des « styles architecturaux ».

### Antiquité
Dans plusieurs civilisations antiques, comme l'Égypte ou la Mésopotamie, l'architecture et l'urbanisme reflètent constamment le divin et le surnaturel. De plus, elles ont recours à la monumentalité dans l'architecture pour symboliser le pouvoir politique des dirigeants, de l'élite, ou de l'État lui-même.

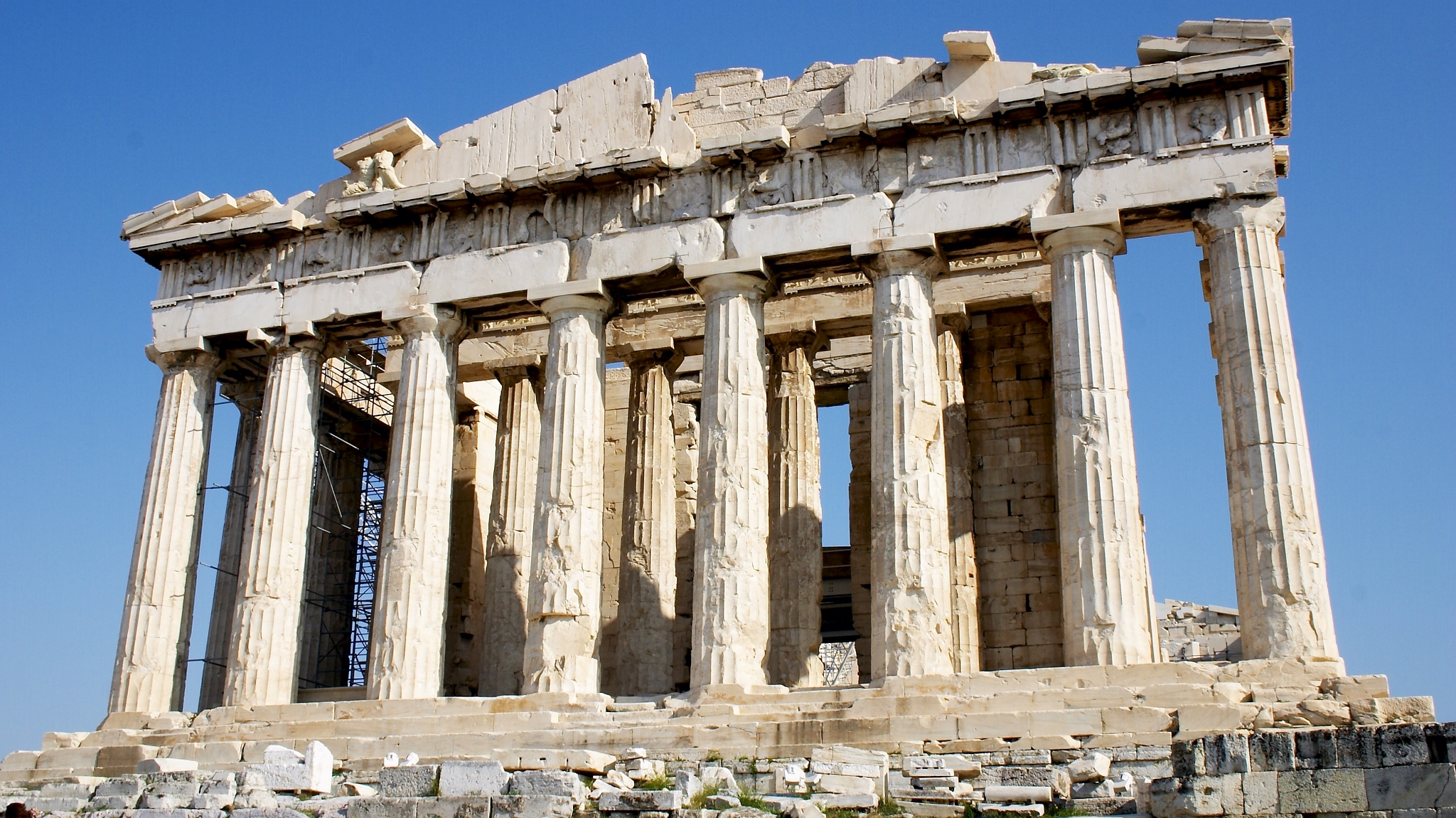
Le Parthénon d'Athènes (Grèce antique).

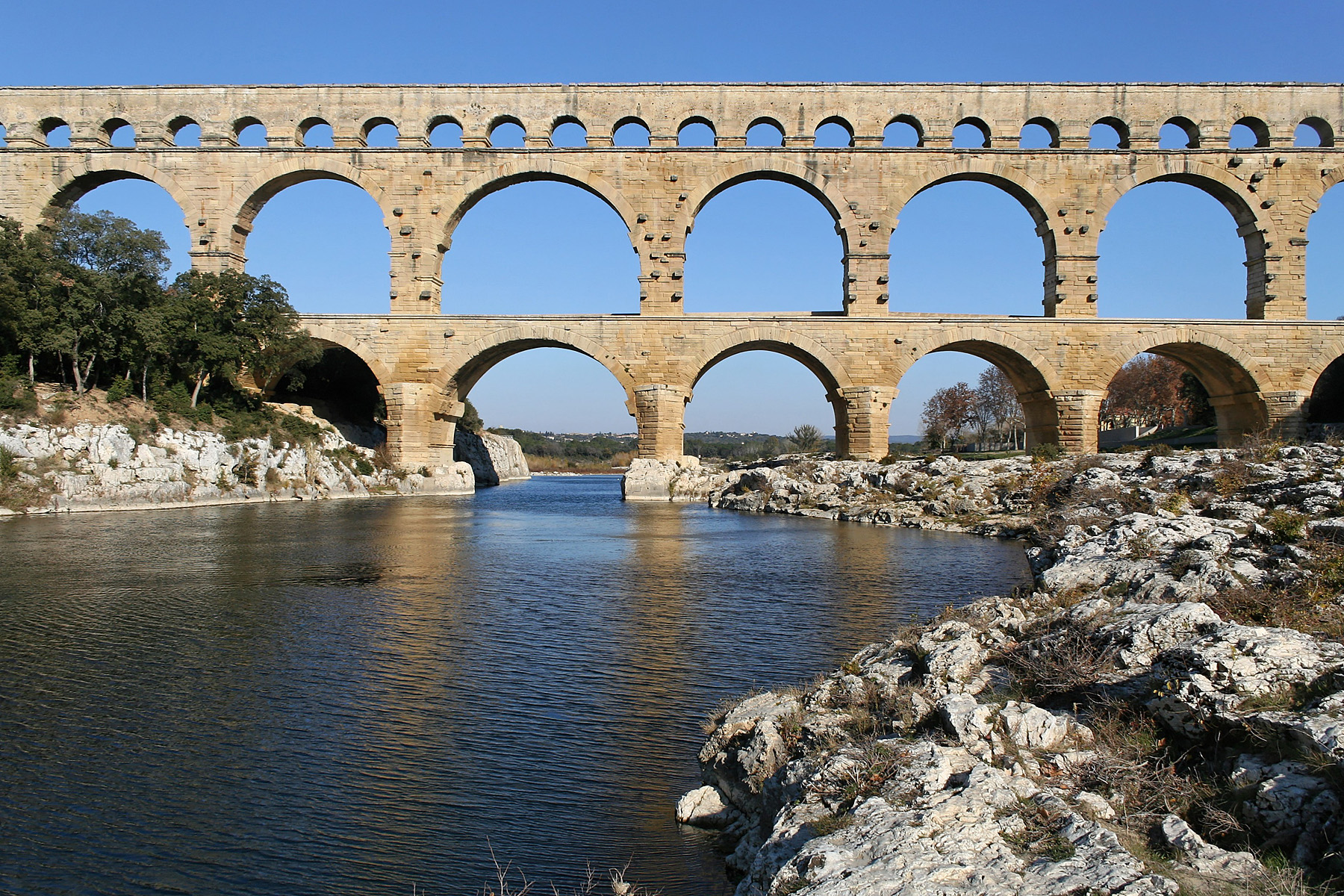
Le pont du Gard, France (Rome antique).

L'architecture et l'urbanisme des civilisations telles que la Grèce antique et la Rome antique évoluèrent à partir d'idéaux civiques plutôt que religieux ou empiriques, et de nouveaux types de constructions émergèrent.
Des textes, les « traités d'architecture », ont été écrits depuis l'Antiquité. Ces textes contiennent à la fois des conseils généraux, et des prescriptions et des canons formels. Certains des plus importants exemples de l'architecture canonique sont religieux.

### Moyen âge

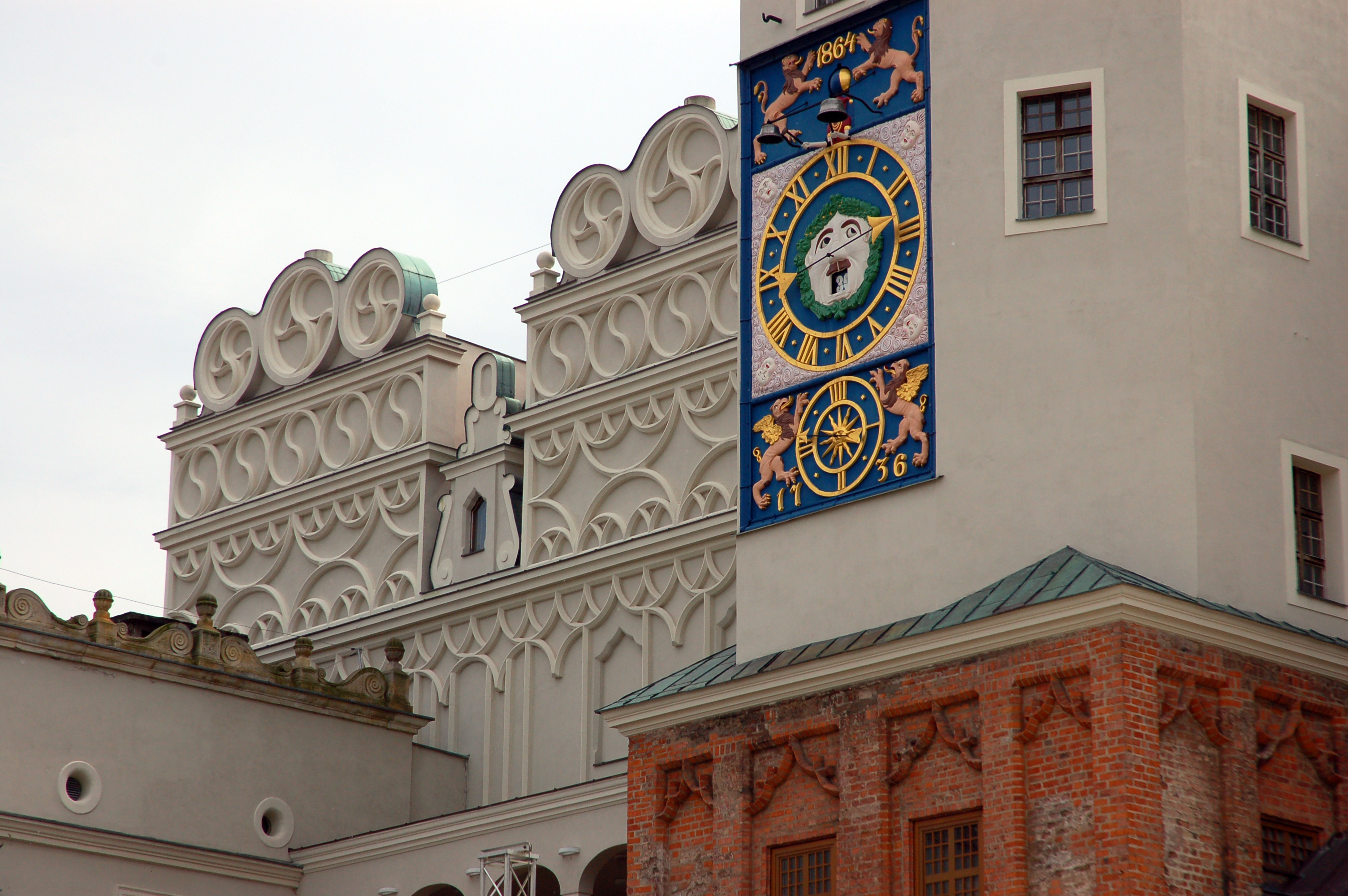
Szczecin, le château (Pologne).

Après la disparition de l'Empire romain, puis le schisme entre l'église byzantine et l'église romaine au Ve siècle, l'aristocratie et le clergé chrétien prennent des initiatives architecturales et artistiques. L'invention d'une nouvelle symbolique viendra ultérieurement, entre le VIIIe siècle et le XIIe siècle. Entamant l'époque moderne au XVIIe siècle, l'« architecture classique » marque déjà la prééminence de la symbolique architecturale non sacrée sur la symbolique architecturale sacrée. Dès le XVIIIe siècle la période moderne aboutit en occident à la fin de la définition de l'architecture comme espace défini par des rituels, mais comme espace défini par la population aristocratique et bourgeoise avec art et contenant de l'art avec re-codification des éléments de l'histoire antique qui sont réutilisés. L'architecture reste un moyen d'affirmer l'identité de la population par « nation ». L'évolution de la technique de construction se conjugue avec la création de nouveaux objets architecturaux « modernes » porteurs des nouveaux styles architecturaux au XIXe siècle.

### Époque contemporaine
Dans l'époque contemporaine, l'architecture reste un moyen d'afficher la splendeur, entre autres par le gigantisme dans la hauteur des édifices verticaux ou le gigantisme dans la portée horizontale. Mais elle devient aussi un élément du domaine économique pour des raisons politiques.
Les progrès techniques et informatiques des XIXe et XXe siècles ont largement étendu les possibilités de réalisation qui doivent suivre les besoins démographiques et les normes d'hygiène nouvelles. La construction en métal et la construction en béton font leur apparition avec leur esthétique dite « moderne ». La modélisation de l'usage est faite. Les architectes adopteront intégralement les technologies nouvelles et la « standardisation ». L'architecture est depuis le milieu du XXe siècle une composante de la « promotion immobilière ».

### Architecture bois
L'architecture bois vernaculaire inspire les ouvrages contemporains. Le matériau bois permet à l'architecture de concevoir des ouvrages stockant du carbone et d'être plus vertueux. Certains spécialistes comme Yves Weinand, architecte et professeur à l'École polytechnique fédérale de Lausanne, disent qu'il faut repenser l'architecture avec les matériaux biosourcés disponibles localement et imaginer des constructions réversibles, démontables voire réemployables.

## Théorie de l’architecture
Un traité d'architecture est un ouvrage théorique présentant les règles de l'architecture savante. Les traités d'architecture sont le vecteur de transmission de l'architecture européenne se référant à l'Antiquité gréco-latine (du XIVe au XIXe siècle).
Un dictionnaire d'architecture est un ouvrage pratique présentant les définitions des termes utilisés pour désigner des éléments d'architecture. Ils peuvent prendre une forme de récapitulatif historique.

## Place des femmes en architecture
Julia Morgan (1872-1957) est la première femme admise à l'École des Beaux-Arts de Paris. Alice Malhiot est la première femme architecte au Canada en 1914. Esther Hill (1895-1985) est la première femme à être diplômée en Ontario en 1920. Flora Crawford (1899-1991) est la première femme à obtenir son diplôme en 1923 à l'EPFZ. En Suisse, Lux Guyer fait partie des premières architectes femmes ayant monté leur cabinet d'architecture en 1924.
Parmi les pionnières en architecture on trouve : Eileen Gray (1878-1976),, Lilla Hansen (1872-1962), Charlotte Perriand (1903-1999), Renée Gailhoustet (1929-2023), Marion Tournon-Branly (1924-2016), Édith Girard (1949-2014), Maria Deroche (1938-) . Les architectes canadiennes Phyllis Lambert (1927-), Blanche Lemco (1923-), Cornelia Hahn Oberlander et Denise Scott Brown (1931-).
Depuis 1979  le Prix Pritzker a été décerné à  Zaha Hadid (2004), Kazuyo Sejima (2010), Carme Pigem (2017), Yvonne Farrell et Shelley McNamara (2020), Anne Lacaton (Lacaton et Vassal) en 2021,,.
En France, si on trouve environ 60 % d'étudiantes en architecture, seules 25 % de femmes sont inscrites à l'Ordre des Architectes.

## Acteurs de l'architecture

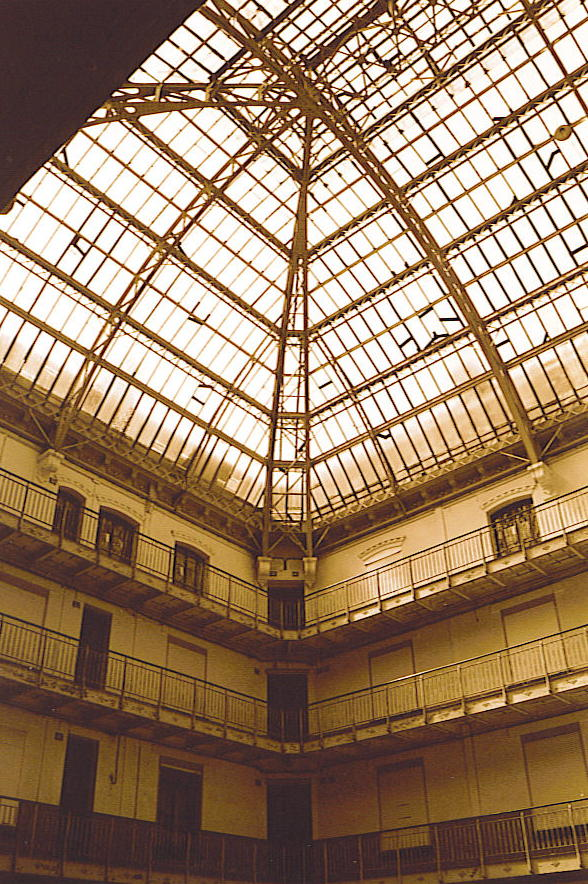
L’architecture est aussi porteuse d’expérimentation, de sens et de symbole. Ici, le Familistère de Guise.

Les concepteurs, réalisateurs d'architectures sont communément appelés architectes, qu'ils soient professionnels ou pas, néanmoins le titre « architecte » est généralement attribué à des professionnels diplômés d'une école d'architecture. Ils sont quelquefois regroupés en corporations appelées ordre des architectes. Le nom du diplôme et des spécialités sont généralement accolés à ce titre. Toutefois selon l'objet, l'architecture est aussi le domaine des architectes paysagistes, des architectes d'intérieur, des urbanistes, des ingénieurs civils, voire de plasticiens, de designers et d'artistes divers.

### Architecte-urbaniste
L’architecture est exercée, dans le respect des procédures administratives du lieu d'édification, par des architectes dont le titre professionnel est protégé juridiquement, ou des spécialistes assimilés à des architectes.
Par distinction scientifique d’avec la construction qui serait le fait d’assembler différents éléments en utilisant les matériaux et les techniques appropriées, la pratique de l’architecture se caractérise par une intentionnalité établie dans le « projet ». (Voir « définition » ci-dessus). Le projet se définit ainsi en des plans, des représentations symboliques diverses qui lui font intégrer temps de construction et d’usage. Aussi, cet effort conscient et préalable propre à la conception architecturale a-t-il pour objectif de concilier l’utilité, la beauté et la solidité de formes, d’espaces et de structures (habitées ou non). Par ailleurs, la visée fonctionnelle inhérente à l’architecture, l'aspect pratique à l'usage dont découle l'aspect économique la distingue dans l'histoire également des autres arts dits décoratifs que sont le dessin, la gravure, la peinture et la sculpture qui y ont été originellement intégrés.
Bien que de racines historiques antiques, la conception des villes en tant que discipline spécifique est désignée dans l'aire de la pensée occidentale depuis le milieu du XXe siècle par le terme d’« urbanisme ». Le terme urbanizaci (littéralement « urbanisation » dont l’acception française correspond au concept « urbanisme ») a été employé pour la première fois par l’ingénieur barcelonais Ildefons Cerdà dans sa Teoria general de la urbanizaci (1867), un ouvrage considéré comme précurseur de la discipline. L'activité de l'architecte est mesurée par référence à l'édifice simple et complet. Et l'architecte a une action qui recouvre aussi bien l’élément de mobilier que la ville entière. L'urbaniste non-architecte ne peut avoir sur les édifices une action autre qu'organisatrice de l'ensemble. La maison, l'immeuble est le niveau « normal » d'objet traité, ce sont les unités de référence d'activité d'édification pour le droit en usage. Les établissements, résidence, cité, monument, ville correspondent à l'échelle d'activité au-dessus de la « moyenne ». Les mobiliers, édicules qui sont des objets à l'échelle d'en dessous de l'édifice sont la plupart du temps intégrés à l'activité normale, cependant ils composent l'activité spécifique de l'architecte d'intérieur qui ne peut avoir une action de conception au-delà de l'intérieur sur les édifices.

### Ingénieur-architecte
L’architecture portant sur les ouvrages militaires, les fortifications, les engins de siège a été à l’origine de la profession d’ingénieur à partir du XVIe siècle. La technique du génie militaire comporte un ordonnancement: un arrangement des tâches aboutissant à la mise en forme de l'ouvrage. Parmi les acceptions de l’architecte, celle qui correspond davantage à la notion actuelle d’ingénieur lui a ainsi longtemps été confondue. Vitruve, auteur d’un traité célèbre, était lui-même constructeur de machines de guerre et architecte. Un autre exemple d’ingénieur militaire bâtisseur est le maréchal de Vauban manifestant également ses préoccupations d’ordre esthétique. Vauban, commissaire général des fortifications de Louis XIV, illustra ses talents de bâtisseur avec le souci d’un langage formel pourvu de réelles qualités esthétiques. Il a dirigé l’aménagement de plus de 160 forts ou places fortes et en a construit 9 ex nihilo, faisant appel à certains éléments tels que les échauguettes, non pas tant pour leur utilité défensive (devenue obsolète), que pour leur intérêt esthétique. Il a en outre réalisé des travaux d’aménagement du territoire, notamment le perfectionnement du canal du Midi.
Actuellement, l'édification de bâtiment esthétique faisant appel au savoir scientifique élaboré a recours à l'ingénieur-architecte.

### Paysagiste
Sur les bases de la technique du jardinage établie à la Renaissance par les jardiniers est apparu le métier de concepteur paysagiste qui s'apparente aux métiers d'architecte et de dessinateur-projeteur dans le BTP. Avec l'invention du bosquet, le jardinier devient un concepteur. Dans les parcs créés, la verdure est aménagée de chemins et allées (viabilisée) et domestiquée pour son arrosage. Elle donne une esthétique d'encadrement de l'espace de vie bâti ou non. Elle utilise principalement la perspective puis fait usage des terrasses et sauts-de-loup vers la bâtisse, puis des haies, des broderies de buis, d'étangs et de cascades et puis des fabriques. Dans la période moderne de la ville du XIXe siècle, les parcs et jardins sont établis par les paysagistes comme des lieux réintroduisant la nature dans les lieux de vie devenus très denses en édifices. À partir du XXe siècle, les parcs et jardins sont conçus par des paysagistes en relation avec les urbanistes pour les villes où sont créés les « espaces verts » ou en relation avec les architectes pour les immeubles à jardin. Au XXIe siècle, les paysagistes composent les murs végétalisés dans des espaces sans emprise au sol.

### Autres
- Lorsque l’architecture est créée par les occupants des édifices eux-mêmes sans le recours à des hommes de l’art, elle est dite vernaculaire. Elle est une expression de leur tradition.
- Les navires sont conçus comme un édifice particulier par des architectes navals.

## Aspects juridiques
L'architecture est conditionnée par l'autorisation des instances locales et le respect des directives. Particulièrement, l'architecture religieuse est conditionnée par les lois internes des pays. Et concernant l'architecture militaire, elle est conditionnée par les lois externes imposées par les vainqueurs.
Pour l'exercice de l'architecture, il y a un code déontologique. (pour plus de détails, voir l'article « Architecte »).
Par ailleurs, les œuvres architecturales sont protégées par le droit d'auteur, ce qui signifie qu'en Europe toute copie ou reproduction même partielle peut être interdite jusqu'à 70 ans après la mort de l'auteur selon les pays concernés ; d'autres durées peuvent s'appliquer dans d'autres pays. Par ailleurs dans un certain nombre de pays ne garantissant pas la liberté de panorama, il est également proscrit de photographier une œuvre architecturale protégée par le droit d'auteur.
En France un projet de loi sur « la liberté de la création, l'architecture et le patrimoine », prévu pour mars puis reporté à septembre 2015 devrait clarifier le droit des espaces protégés avec, selon le gouvernement un souci d'efficacité et d'intelligibilité mais sans renoncer au niveau de protection, en suivant plusieurs recommandations du rapport Bloche « Pour une création architecturale désirée et libérée » publié en juillet 2015 et rassemblant 36 propositions réunies par Patrick Bloche.

## Institutions

### Prix et récompenses

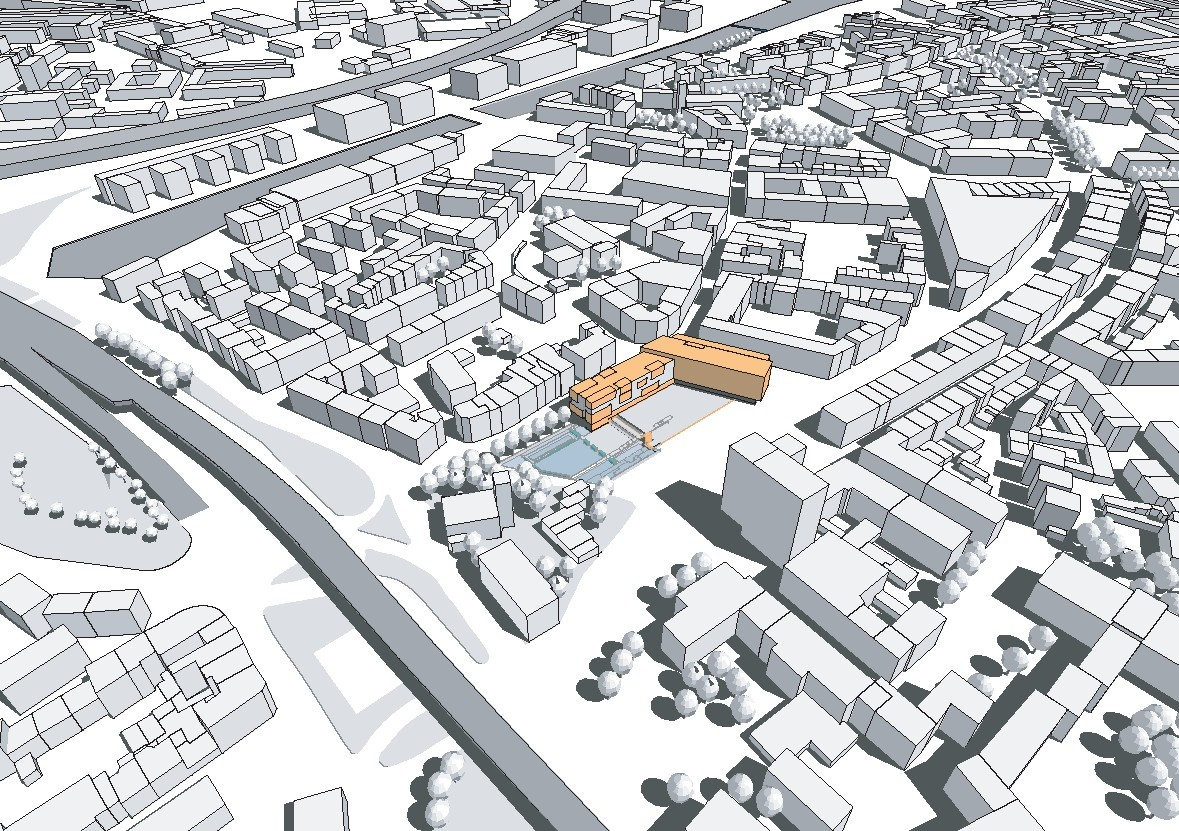
Vue perspective représentant un édifice intégré dans son contexte urbain.

L’un des plus prestigieux prix internationaux d’architecture est le prix Pritzker, décerné annuellement depuis 1979 par une fondation privée.
Autres prix :
- prix Mies van der Rohe (Union européenne)
- prix de l'Équerre d'argent (France), décerné sous l'égide du Moniteur, le plus médiatique
- prix de la Première œuvre (France), décerné sous l'égide du Moniteur
- prix Stirling (Royaume-Uni)
- prix d'excellence de l'IRAC (Canada)
- prix du Mipim, Marché international des professionnels de l’immobilier, Cannes (France)
- prix Versailles.
- Swiss Architectural Award (Suisse)[20]

### Enseignement
D'un point de vue historique, les écoles d'architecture les plus célèbres ont été :
- en France au XIXe siècle :
  - École des beaux-arts de Paris (jusqu'en 1968) ;
  - École spéciale d'architecture, à Paris ;
  - École centrale Paris qui délivrait le diplôme d'architecte.

- en Allemagne, dans la première moitié du XXe siècle, le Bauhaus, à Weimar, Dessau-Roßlau et Berlin a été un foyer majeur du Mouvement moderne en architecture mondial.

#### En France
En France, comme dans la grande majorité des pays, les études en architecture durent cinq ans et se déroulent dans l'une des vingt-et-une Écoles nationales supérieures d'architecture (ENSA), placées actuellement sous la tutelle du ministère de la Culture. Les études d'architecture dans les ENSA sont organisées en trois cycles licence-master-doctorat.